# Nuwagaun
Nuwagaun – gaun wikas samiti w zachodniej części Nepalu w strefie Rapti w dystrykcie Rolpa. Według nepalskiego spisu powszechnego z 2011 roku liczył on 880 gospodarstw domowych i 4548 mieszkańców (2393 kobiety i 2155 mężczyzn).